# Maudemu
Maudemu is een bestuurslaag in het regentschap Belu van de provincie Oost-Nusa Tenggara, Indonesië. Maudemu telt 1181 inwoners (volkstelling 2010).